# Provincia de Bioko del Norte
Bioko del Norte es una de las 8 provincias que componen Guinea Ecuatorial; destaca por ser la segunda más poblada (le antecede la provincia del Litoral, en las costas de Río Muni).
Situada en la región insular del país, concretamente en la parte septentrional de la isla de Bioko (antigua Fernando Poo), limita al sur con la provincia de Bioko Sur y al oeste, norte y este con el golfo de Guinea. Su capital es la ciudad de Malabo, que también es la sede de poderes de la República de Guinea Ecuatorial.

## Geografía

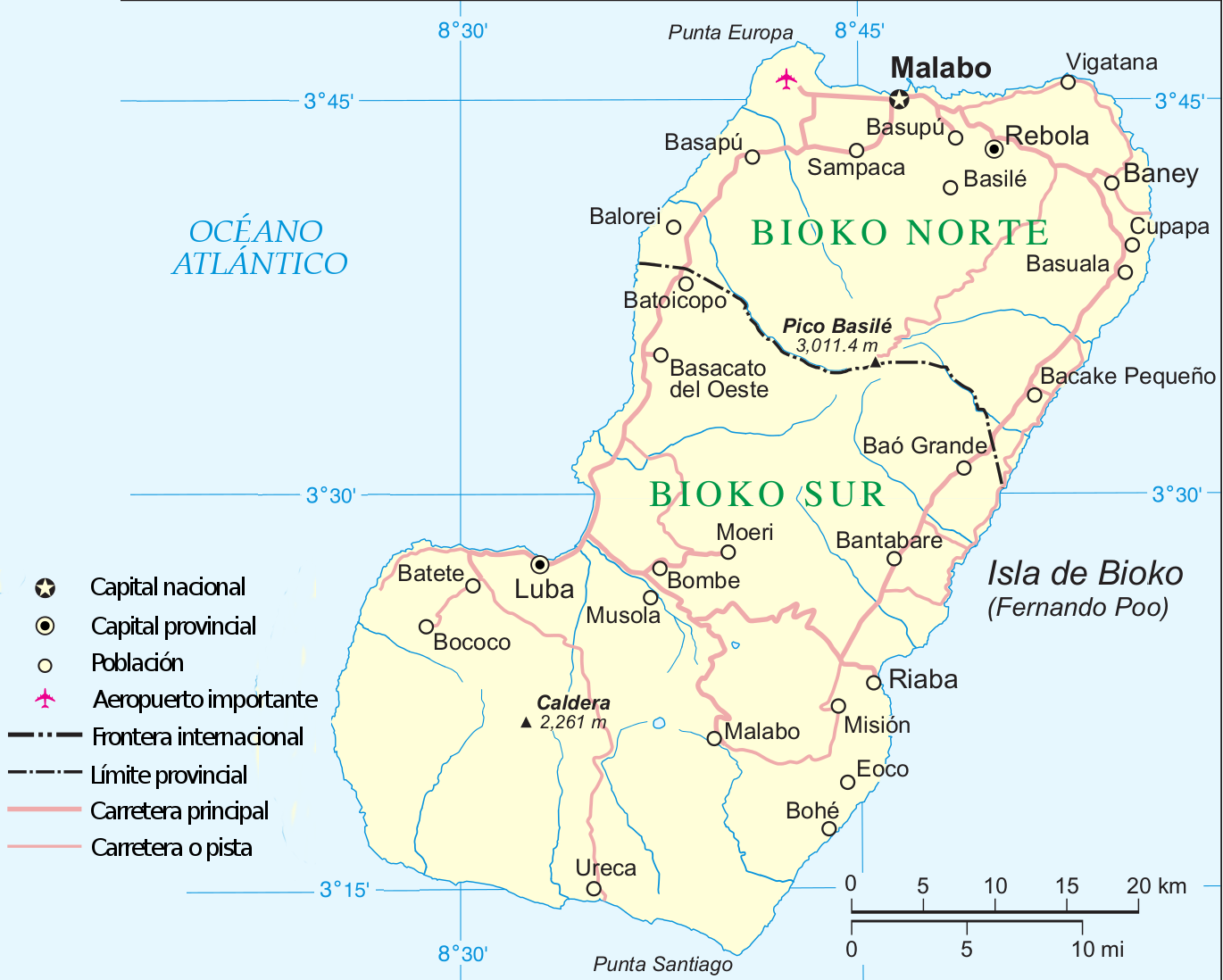
Ubicación de la provincia en la isla de Bioko.

Se localiza geográficamente entre los 3°40′ N y los 8°50′ E, en el golfo de Guinea, a unos 40 km al oeste de las costas de Camerún. El deshabitado Islote Horacio, situado en la costa norte de la provincia (3°45′33″N 8°54′30″E / 3.75917, 8.90833), cuenta con un faro.

## Demografía
La población en 2013, fue de 410 541 habitantes, según la Dirección General de Estadísticas de Guinea Ecuatorial.

## División político-administrativa
La provincia está constituida por los siguientes municipios y distritos.

### Municipios
- Malabo
- Baney
- Rebola (Guinea Ecuatorial)

### Distritos
- Malabo (con 11 Consejos de Poblado)
- Baney (con 12 Consejos de Poblado)